# 1. Fußball-Club Nürnberg Verein für Leibesübungen 2017-2018
Questa voce raccoglie le informazioni riguardanti il 1. Fußball-Club Nürnberg Verein für Leibesübungen  nelle competizioni ufficiali della stagione calcistica 2017-2018.

## Stagione
Nella stagione 2017-2018 il Norimberga, allenato da Michael Köllner, concluse il campionato di 2. Bundesliga al 2º posto e fu promosso in Bundesliga. In coppa di Germania il Norimberga fu eliminato agli ottavi di finale dal Wolfsburg.

## Rosa
| N. |                     | Ruolo | Calciatore          |
| -- | ------------------- | ----- | ------------------- |
| 24 | Germania (bandiera) | P     | Fabian Bredlow      |
| 1  | Germania (bandiera) | P     | Thorsten Kirschbaum |
| 30 | Austria (bandiera)  | P     | Johannes Kreidl     |
| 2  | Slovenia (bandiera) | D     | Mišo Brečko         |
| 4  | Brasile (bandiera)  | D     | Ewerton             |
| 23 | Germania (bandiera) | D     | Tim Leibold         |
| 34 | Germania (bandiera) | D     | Dennis Lippert      |
| 33 | Austria (bandiera)  | D     | Georg Margreitter   |
| 28 | Germania (bandiera) | D     | Lukas Mühl          |
| 6  | Romania (bandiera)  | D     | László Sepsi        |
| 22 | Germania (bandiera) | D     | Enrico Valentini    |
| 37 | Kosovo (bandiera)   | C     | Enis Alushi         |
| 18 | Germania (bandiera) | C     | Hanno Behrens       |
| 29 | Germania (bandiera) | C     | Patrick Erras       |
| 35 | Germania (bandiera) | C     | Alexander Fuchs     |

| N. |                       | Ruolo | Calciatore                 |
| -- | --------------------- | ----- | -------------------------- |
| 3  | Svizzera (bandiera)   | C     | Ulisses Garcia             |
| 8  | Georgia (bandiera)    | C     | Lucas Hufnagel             |
| 20 | Austria (bandiera)    | C     | Lukas Jäger                |
| 17 | Germania (bandiera)   | C     | Sebastian Kerk             |
| 38 | Germania (bandiera)   | C     | Eduard Löwen               |
| 14 | Germania (bandiera)   | C     | Kevin Möhwald              |
| 31 | Rep. Ceca (bandiera)  | C     | Ondřej Petrák              |
| 15 | Germania (bandiera)   | C     | Marvin Stefaniak           |
| 13 | Germania (bandiera)   | C     | Tobias Werner              |
| 39 | Germania (bandiera)   | C     | Patrick Kammerbauer        |
| 9  | Svezia (bandiera)     | A     | Mikael Ishak               |
| 21 | Germania (bandiera)   | A     | Federico Palacios Martínez |
| 7  | Camerun (bandiera)    | A     | Edgar Salli                |
| 11 | Slovacchia (bandiera) | A     | Adam Zreľák                |

## Organigramma societario
Area tecnica
- Allenatore: Michael Köllner
- Allenatore in seconda: Boris Schommers
- Preparatore dei portieri: Michael Fuchs
- Preparatori atletici: Tobias Dippert

## Risultati

### 2. Bundesliga

#### Girone di andata
| Arbitro: | Schmidt |

|                                           |           |  |
| Behrens 13’ Müller 25’ (aut.) Möhwald 54’ | Marcatori |  |

| Arbitro: | Osmers |

|  |           |             |
|  | Marcatori | 78’ Möhwald |

| Arbitro: | Schröder |

|                          |           |                        |
| Teuchert 55’ Behrens 90’ | Marcatori | 46’ Hedlund 66’ Polter |

| Arbitro: | Koslowski |

|                                 |           |             |
| Wydra 60’ Nazarov 73’ Köpke 77’ | Marcatori | 87’ Möhwald |

| Arbitro: | Schlager |

|  |           |            |
|  | Marcatori | 63’ Sobota |

| Arbitro: | Gerach |

|                        |           |                                                 |
| Stoppelkamp 82’ (rig.) | Marcatori | 10’, 25’, 74’ Ishak 51’, 76’ Löwen 89’ Teuchert |

| Arbitro: | Heft |

|                                 |           |                        |
| Löwen 28’ Behrens 52’ Ishak 86’ | Marcatori | 14’ (rig.) Diamantakos |

| Arbitro: | Zwayer |

|                    |           |                                   |
| Gjasula 79’ (rig.) | Marcatori | 9’ Ishak 58’ Teuchert 90’ Behrens |

| Arbitro: | Jöllenbeck |

|           |           |                             |
| Ishak 79’ | Marcatori | 61’ Šporar 86’ Kerschbaumer |

| Arbitro: | Steinhaus |

|                                      |           |                                         |
| Stark 6’ Platte 72’ Löwen 87’ (aut.) | Marcatori | 23’, 58’ Teuchert 51’ Ishak 74’ Leibold |

| Arbitro: | Kempter |

|                       |           |                  |
| Ishak 7’ Teuchert 82’ | Marcatori | 69’ (rig.) Mlapa |

| Arbitro: | Schröder |

|             |           |  |
| Glatzel 67’ | Marcatori |  |

| Arbitro: | Zwayer |

|             |           |                                 |
| Möhwald 36’ | Marcatori | 14’ Kutschke 81’ (rig.) Lezcano |

| Arbitro: | Siebert |

|                       |           |                        |
| Behrens 54’ Ishak 62’ | Marcatori | 70’ Seydel 88’ Mühling |

| Arbitro: | Storks |

|                           |           |                            |
| Khelifi 38’ Abdullahi 64’ | Marcatori | 36’ Behrens 69’, 83’ Ishak |

| Arbitro: | Alt |

|             |           |  |
| Leibold 69’ | Marcatori |  |

| Arbitro: | Rohde |

|  |           |                            |
|  | Marcatori | 67’ Werner 77’ Margreitter |

#### Girone di ritorno
| Arbitro: | Günsch |

|                    |           |           |
| Bredlow 61’ (aut.) | Marcatori | 25’ Ishak |

| Arbitro: | Gräfe |

|                       |           |                      |
| Behrens 10’ Salli 49’ | Marcatori | 6’ Lais 28’ Grüttner |

| Arbitro: | Ittrich |

|  |           |             |
|  | Marcatori | 11’ Ewerton |

| Arbitro: | Pfeifer |

|                                       |           |            |
| Möhwald 37’, 47’ Erras 71’ Werner 76’ | Marcatori | 72’ Soukou |

| Amburgo 12 febbraio 2018, ore 20:30 22ª giornata | St. Pauli | 0 – 0 referto | Norimberga | Millerntor-Stadion (29.313 spett.)\| Arbitro: \| Zwayer \| |
| Arbitro:                                         | Zwayer    |               |            |                                                            |

| Arbitro: | Aarnink |

|                                  |           |                 |
| Behrens 8’ (rig.), 23’ Löwen 71’ | Marcatori | 41’ Stoppelkamp |

| Bochum 25 febbraio 2018, ore 13:30 24ª giornata | Bochum    | 0 – 0 referto | Norimberga | Vonovia Ruhrstadion (14.016 spett.)\| Arbitro: \| Koslowski \| |
| Arbitro:                                        | Koslowski |               |            |                                                                |

| Arbitro: | Gräfe |

|  |           |                          |
|  | Marcatori | 49’ Narey 90’ Steininger |

| Arbitro: | Kampka |

|                  |           |  |
| Kerschbaumer 90’ | Marcatori |  |

| Arbitro: | Schlager |

|                 |           |          |
| Margreitter 78’ | Marcatori | 18’ Boyd |

| Arbitro: | Steinhaus |

|               |           |             |
| Benatelli 45’ | Marcatori | 52’ Behrens |

| Arbitro: | Pfeifer |

|                                     |           |                         |
| Behrens 29’ Löwen 31’ Stefaniak 38’ | Marcatori | 28’ Verhoek 52’ Dovedan |

| Arbitro: | Willenborg |

|              |           |            |
| Leipertz 50’ | Marcatori | 74’ Zreľák |

| Arbitro: | Osmers |

|                      |           |                                 |
| Schindler 12’ (rig.) | Marcatori | 9’ Margreitter 25’, 51’ Behrens |

| Arbitro: | Zwayer |

|                        |           |  |
| Petrák 44’ Möhwald 48’ | Marcatori |  |

| Arbitro: | Heft |

|  |           |                         |
|  | Marcatori | 38’ Behrens 75’ Leibold |

| Arbitro: | Steinhaus |

|                            |           |                                    |
| Margreitter 6’ Leibold 12’ | Marcatori | 37’ Usami 59’ Gießelmann 90’ Ayhan |

### Coppa di Germania
| Arbitro: | Dingert |

|                  |           |                             |
| Wolze 90’ (rig.) | Marcatori | 21’ Behrens 41’ Margreitter |

| Arbitro: | Dankert |

|                            |           |                                     |
| Álvarez 4’ (rig.) Groß 63’ | Marcatori | 38’ Ishak 50’ Leibold 72’ Valentini |

| Arbitro: | Siebert |

|  |           |                          |
|  | Marcatori | 96’ Uduokhai 118’ Didavi |

## Statistiche

### Statistiche di squadra
| Competizione      | Punti | In casa | In casa | In casa | In casa | In casa | In casa | In trasferta | In trasferta | In trasferta | In trasferta | In trasferta | In trasferta | Totale | Totale | Totale | Totale | Totale | Totale | DR  |
| Competizione      | Punti | G       | V       | N       | P       | Gf      | Gs      | G            | V            | N            | P            | Gf           | Gs           | G      | V      | N      | P      | Gf     | Gs     | DR  |
| ----------------- | ----- | ------- | ------- | ------- | ------- | ------- | ------- | ------------ | ------------ | ------------ | ------------ | ------------ | ------------ | ------ | ------ | ------ | ------ | ------ | ------ | --- |
| 2. Bundesliga     | 60    | 17      | 8       | 4       | 5       | 32      | 23      | 17           | 9            | 5            | 3            | 29           | 16           | 34     | 17     | 9      | 8      | 61     | 39     | +22 |
| Coppa di Germania | -     | 1       | 0       | 0       | 1       | 0       | 2       | 2            | 2            | 0            | 0            | 5            | 3            | 3      | 2      | 0      | 1      | 5      | 5      | 0   |
| Totale            | -     | 18      | 8       | 4       | 6       | 32      | 25      | 19           | 11           | 5            | 3            | 34           | 19           | 37     | 19     | 9      | 9      | 66     | 44     | +22 |

### Andamento in campionato
| Giornata  | 1 | 2 | 3 | 4 | 5  | 6 | 7 | 8 | 9 | 10 | 11 | 12 | 13 | 14 | 15 | 16 | 17 | 18 | 19 | 20 | 21 | 22 | 23 | 24 | 25 | 26 | 27 | 28 | 29 | 30 | 31 | 32 | 33 | 34 |
| --------- | - | - | - | - | -- | - | - | - | - | -- | -- | -- | -- | -- | -- | -- | -- | -- | -- | -- | -- | -- | -- | -- | -- | -- | -- | -- | -- | -- | -- | -- | -- | -- |
| Luogo     | C | T | C | T | C  | T | C | T | C | T  | C  | T  | C  | C  | T  | C  | T  | T  | C  | T  | C  | T  | C  | T  | C  | T  | C  | T  | C  | T  | T  | C  | T  | C  |
| Risultato | V | V | N | P | P  | V | V | V | P | V  | V  | P  | P  | N  | V  | V  | V  | N  | N  | V  | V  | N  | V  | N  | P  | P  | N  | N  | V  | N  | V  | V  | V  | P  |
| Posizione | 1 | 1 | 3 | 7 | 10 | 5 | 4 | 2 | 5 | 3  | 3  | 3  | 4  | 4  | 3  | 3  | 2  | 3  | 3  | 2  | 2  | 2  | 1  | 1  | 2  | 2  | 2  | 2  | 2  | 2  | 2  | 2  | 1  | 2  |

Legenda:

Luogo: C = Casa; T = Trasferta. Risultato: V = Vittoria; N = Pareggio; P = Sconfitta.

### Statistiche dei giocatori
| Giocatore            | 2. Bundesliga | 2. Bundesliga | 2. Bundesliga | 2. Bundesliga | Coppa di Germania | Coppa di Germania | Coppa di Germania | Coppa di Germania | Totale   | Totale | Totale      | Totale     |
| Giocatore            | Presenze      | Reti          | Ammonizioni   | Espulsioni    | Presenze          | Reti              | Ammonizioni       | Espulsioni        | Presenze | Reti   | Ammonizioni | Espulsioni |
| -------------------- | ------------- | ------------- | ------------- | ------------- | ----------------- | ----------------- | ----------------- | ----------------- | -------- | ------ | ----------- | ---------- |
| F. Bredlow           | 22            | 0             | 1             | 0             | 1                 | 0                 | 0                 | 0                 | 23       | 0      | 1           | 0          |
| T. Kirschbaum        | 12            | 0             | 1             | 0             | 2                 | 0                 | 1                 | 0                 | 14       | 0      | 2           | 0          |
| J. Kreidl            | -             | -             | -             | -             | -                 | -                 | -                 | -                 | -        | -      | -           | -          |
| M. Brečko            | 8             | 0             | 0             | 0             | -                 | -                 | -                 | -                 | 8        | 0      | 0           | 0          |
| Ewerton              | 28            | 1             | 5             | 0             | 2                 | 0                 | 1                 | 0                 | 30       | 1      | 6           | 0          |
| T. Leibold           | 32            | 4             | 6             | 0             | 3                 | 1                 | 0                 | 0                 | 35       | 5      | 6           | 0          |
| D. Lippert           | -             | -             | -             | -             | -                 | -                 | -                 | -                 | -        | -      | -           | -          |
| G. Margreitter       | 24            | 4             | 1             | 0             | 2                 | 1                 | 0                 | 0                 | 26       | 5      | 1           | 0          |
| L. Mühl              | 18            | 0             | 2             | 0             | 1                 | 0                 | 0                 | 0                 | 19       | 0      | 2           | 0          |
| L. Sepsi             | 3             | 0             | 1             | 0             | -                 | -                 | -                 | -                 | 3        | 0      | 1           | 0          |
| E. Valentini         | 33            | 0             | 7             | 0             | 3                 | 1                 | 0                 | 0                 | 36       | 1      | 7           | 0          |
| E. Alushi            | -             | -             | -             | -             | -                 | -                 | -                 | -                 | -        | -      | -           | -          |
| H. Behrens           | 34            | 14            | 4             | 0             | 3                 | 1                 | 1                 | 0                 | 37       | 15     | 5           | 0          |
| P. Erras             | 23            | 1             | 0             | 0             | 2                 | 0                 | 1                 | 0                 | 25       | 1      | 1           | 0          |
| A. Fuchs             | 2             | 0             | 0             | 0             | 1                 | 0                 | 0                 | 0                 | 3        | 0      | 0           | 0          |
| U. Garcia            | 2             | 0             | 0             | 0             | -                 | -                 | -                 | -                 | 2        | 0      | 0           | 0          |
| L. Hufnagel          | 6             | 0             | 0             | 0             | -                 | -                 | -                 | -                 | 6        | 0      | 0           | 0          |
| L. Jäger             | -             | -             | -             | -             | 1                 | 0                 | 1                 | 0                 | 1        | 0      | 1           | 0          |
| S. Kerk              | 3             | 0             | 0             | 0             | 1                 | 0                 | 0                 | 0                 | 4        | 0      | 0           | 0          |
| E. Löwen             | 32            | 5             | 6             | 0             | 3                 | 0                 | 0                 | 0                 | 35       | 5      | 6           | 0          |
| K. Möhwald           | 31            | 7             | 4             | 0             | 3                 | 0                 | 0                 | 0                 | 34       | 7      | 4           | 0          |
| O. Petrák            | 24            | 1             | 3             | 0             | 1                 | 0                 | 0                 | 0                 | 25       | 1      | 3           | 0          |
| M. Stefaniak         | 9             | 1             | 1             | 0             | -                 | -                 | -                 | -                 | 9        | 1      | 1           | 0          |
| T. Werner            | 26            | 2             | 5             | 0             | 2                 | 0                 | 0                 | 0                 | 28       | 2      | 5           | 0          |
| M. Ishak             | 28            | 12            | 4             | 0             | 3                 | 1                 | 0                 | 0                 | 31       | 13     | 4           | 0          |
| F. Palacios-Martínez | 9             | 0             | 0             | 0             | -                 | -                 | -                 | -                 | 9        | 0      | 0           | 0          |
| E. Salli             | 23            | 1             | 0             | 1             | 2                 | 0                 | 0                 | 0                 | 25       | 1      | 0           | 1          |
| A. Zreľák            | 13            | 1             | 0             | 0             | -                 | -                 | -                 | -                 | 13       | 1      | 0           | 0          |
| R. Gíslason          | 4             | 0             | 0             | 0             | 1                 | 0                 | 0                 | 0                 | 5        | 0      | 0           | 0          |
| P. Kammerbauer       | 11            | 0             | 2             | 0             | 3                 | 0                 | 0                 | 0                 | 14       | 0      | 2           | 0          |
| C. Teuchert          | 15            | 6             | 2             | 0             | 2                 | 0                 | 0                 | 0                 | 17       | 6      | 2           | 0          |